# Randolfo Pacciardi
Randolfo Pacciardi (Gavorrano, 1º gennaio 1899 – Roma, 14 aprile 1991) è stato un politico, antifascista e militare italiano, esponente storico del Partito Repubblicano Italiano, di cui è stato più volte segretario nazionale.

## Biografia

### Gli anni giovanili e la prima guerra mondiale
Nato il 1º gennaio 1899 a Giuncarico, da Giovanni, ferroviere originario di Castagneto Carducci e da Elvira Guidoni, Pacciardi studiò prima a Grosseto, poi prese la licenza tecnica a Montepulciano. Nel 1915 aderì al Partito Repubblicano Italiano, schierandosi tra le file degli interventisti e, nel maggio 1915, pur non avendo l'età prescritta, andò ad arruolarsi come volontario a Roma sotto falso nome, utilizzando i documenti di un compagno di scuola più anziano; il padre, però, andò da Giovanni Conti, uno dei capi del Partito Repubblicano Italiano, al quale raccontò che la madre del ragazzo stava molto male e riuscì a farlo tornare a casa.
Chiamato alle armi nel febbraio del 1917 frequentò il corso accelerato allievi ufficiali a Caserta e a Parma; in luglio venne inviato al fronte come sottotenente di complemento, prima nell'11º Reggimento bersaglieri, poi nell'8º Reggimento. Dopo Caporetto fu decorato con due medaglie d'argento, una medaglia di bronzo e con la Military Cross dell'esercito britannico; conseguì anche una proposta di medaglia d'oro.

### L'antifascismo in Italia
Congedato nel 1919, Pacciardi si iscrisse all'Università e, in soli due anni, conseguì la laurea in giurisprudenza; successivamente collaborò con L'Etruria nuova, denunciando ripetutamente le violenze squadriste. Il 6 aprile 1923, alla Pescaia, affrontò, per motivi politici, un duello alla sciabola con il segretario del fascio di Grosseto, Umberto Pallini. A Roma, ove si era trasferito nel 1922, fondò, insieme a Giovanni Conti, Raffaele Rossetti, Fernando Schiavetti e Cino Macrelli, il movimento antifascista Italia libera, rivestendone la carica di segretario fino alla sua soppressione (gennaio 1925).
Assegnato al confino per cinque anni, a dicembre del 1926, riuscì a sfuggire all'arresto scappando attraverso i tetti dalla sua casa romana di via Gregoriana. Ricevuta una lettera con una frase in codice ("qui l'aria è pura e le montagne salubri") dalla vedova di Cesare Battisti, raggiunse Trento in treno, partendo da Orte, con l'amico repubblicano Egidio Reale. Ernesta Battisti affidò i due fuggiaschi ad alcuni contrabbandieri che li aiutarono a espatriare in Svizzera attraverso il valico austriaco di Buchs: il 1º gennaio 1927 festeggiarono il Capodanno in un'osteria di Zurigo..

### L'attività politica in esilio
Nel frattempo, il 1º gennaio 1927, il Partito repubblicano comunicò il suo avvenuto trasferimento all'estero, e precisamente a Parigi. Nello stesso anno, Pacciardi stabilì la sua residenza a Lugano, dando un contributo decisivo per fare della locale sezione del PRI il principale collegamento tra l'organizzazione estera del partito e i militanti ancora attivi in Patria.
Da Lugano, Pacciardi diede il suo appoggio all'adesione del PRI alla Concentrazione d'azione antifascista, un organismo in esilio costituitosi in quegli anni, di cui facevano parte il Partito Socialista Italiano e il Movimento Giustizia e Libertà (movimento liberal-socialista fondato in Francia nel 1929, principalmente guidato da Carlo Rosselli). Tale adesione fu votata e approvata nel congresso del PRI di Lione del 29-30 giugno 1929. Fu inoltre uno degli organizzatori del volo di Giovanni Bassanesi e Gioacchino Dolci su Milano (11 luglio 1930) per lanciare manifestini antifascisti e rimase in contatto con il gruppo milanese di Giustizia e Libertà.
Nel maggio del 1932, Pacciardi diede inizio, a Lugano, alle pubblicazioni del quindicinale Italia Libera. Nel 1933, accusato di aver investigato sulle spie fasciste infiltrate fra gli esuli, Pacciardi fu espulso dalla Svizzera. Nello stesso anno, accusato dalle spie dell'OVRA di preparare un attentato contro Mussolini, la prefettura di Grosseto lo incluse nella prima categoria dei nemici del fascismo, con la dicitura "attentatore". Era Mussolini, infatti, il bersaglio di un complotto assai intricato ordito a Parigi, nel febbraio 1931, dagli appartenenti a Giustizia e Libertà. Pacciardi offrì la collaborazione della «centrale» luganese formata da una coppia di attentatori, il repubblicano Luigi Delfini e l'anarchico Ersilio Belloni. I due partirono per Roma portando con loro «una bomba per il duce» (confezionata dall'ingegnere Giobbe Giopp, un repubblicano esperto di esplosivi). L'attentato però fallì perché Belloni venne catturato e durante l'interrogatorio fece il nome di Delfini che fu arrestato. Per entrambi la condanna fu a trent'anni di carcere.
Pacciardi si rifugiò dunque in Francia e risiedette a Parigi insieme con la moglie, Luigia Civinini. Al quinto Congresso in esilio (Parigi, 22-23 aprile 1933), fu eletto segretario politico del Partito Repubblicano Italiano. In tale veste rinegoziò l'adesione del partito alla Concentrazione antifascista, riuscendo a ottenere la costituzione di un triumvirato (al quale prese parte, insieme al socialista Giuseppe Saragat e ad Alberto Cianca di Giustizia e Libertà) per la gestione collegiale dell'organizzazione. Nell'ambito del contrasto che successivamente si aprì tra le componenti socialista e di Giustizia e Libertà, Pacciardi sostenne le posizioni "gielline", ma il dissidio condusse allo scioglimento della "Concentrazione", ufficialmente sancito nel maggio 1934. Nel frattempo, al Congresso di Lione del 24-25 marzo 1934, Pacciardi lasciò la Segreteria del partito in favore di Giuseppe Chiostergi.

### La guerra civile spagnola
Nell'estate del 1936, Pacciardi ricevette una lettera di Carlo Rosselli per l'eventuale concorso alla formazione di una legione italiana nelle brigate repubblicane spagnole. Era stato l'esponente del Partito repubblicano ad aver avuto per primo l'idea di un corpo di volontari che accorresse in Spagna a dar man forte alla repubblica democratica minacciata dalla rivolta dei militari ribelli. Egli pensava a una «legione italiana» assolutamente apartitica, organizzata secondo il modello dei garibaldini che nel 1897-1898 avevano combattuto in Grecia contro i turchi o di quelli accorsi in Francia nel 1914 prima dell'entrata in guerra dell'Italia. Già noto come capo militare per la sua audacia e considerato super partes sia dai socialisti sia dai comunisti, il 26 ottobre 1936 firmò a Parigi l'accordo per la formazione di una Legione antifascista italiana sotto il patronato politico dei partiti socialista, comunista e repubblicano e con il concorso delle organizzazioni aderenti al comitato italiano pro Spagna.
In Spagna, con il grado di maggiore, guidò il Battaglione italiano Garibaldi alla difesa di Madrid, prima al Cerro de los Angeles, poi alla Puerta de Hierro e nella città universitaria. In seguito, a Pozuelo, venne promosso tenente colonnello. Fu alla testa del Battaglione anche a Boadilla del Monte, Mirabueno e Majadahonda. Nella battaglia del Jarama venne ferito a una guancia e a un orecchio. Trasferitosi a Parigi per sottoporsi alle necessarie cure, Pacciardi partecipò solo alle ultime fasi della battaglia di Guadalajara (il comando del battaglione era stato temporaneamente affidato al Vice Commissario Ilio Barontini); ripreso il comando, combatté anche sul fronte di Morata de Tajuna e Casa de Campo, nell'aprile 1937. Restò alla guida dei volontari fino al giugno del 1937, dopo che il Battaglione Garibaldi si era trasformato nella Brigata omonima, e diresse i combattimenti a Huesca e Villanueva del Pardillo. In dissenso con i comunisti per la mancata realizzazione di una brigata completamente italiana e contrario all'uso della Brigata Garibaldi contro gli anarchici, lasciò la Spagna nell'estate del 1937 dopo aver assistito alla commemorazione di Carlo Rosselli a Barcellona.

### Gli anni a cavallo della seconda guerra mondiale e il soggiorno negli Stati Uniti d'America
Il 4 dicembre 1937, a Parigi, Pacciardi fondò il settimanale La Giovine Italia, al quale si affiancò nella conduzione politica e giornalistica l'ex dirigente di G.L. e giornalista Alberto Tarchiani; al settimanale collaborò con numerosi articoli anche l'ex Ministro degli esteri Carlo Sforza, parimenti esule in Francia. Il 19 dicembre successivo, Pacciardi, già iniziato alla massoneria nell'agosto 1919 presso la Loggia "Ombrone" di Grosseto, e poi promosso compagno l'anno dopo, fu affiliato alla loggia parigina "Eugenio Chiesa", che lo elevò al grado di Maestro (3º grado); nel giugno 1938 gli fu conferito il 30º grado del Rito scozzese antico ed accettato. Nei mesi di marzo-maggio 1938, invitato dalle organizzazioni antifasciste italo-statunitensi nella sua qualità di ex comandante del battaglione Garibaldi, Pacciardi compì una tournée propagandistica negli USA, tenendo decine di conferenze a New York, Chicago, Detroit, Filadelfia, Los Angeles e incontrando esponenti politici quali il Sindaco di New York Fiorello La Guardia. All'indomani dell'ottavo congresso del PRI in esilio (Parigi, 11-12 giugno 1938), Pacciardi fu rieletto segretario politico, sia pur affiancato collegialmente da Cipriano Facchinetti.
L'invasione tedesca del 1940 e il contemporaneo ingresso dell'Italia nella seconda guerra mondiale colsero Pacciardi di sorpresa a Parigi. Con la moglie e l'amico Tarchiani riuscì a raggiungere la cittadina di Vendôme e poi il porto di Marsiglia. Di lì, con due lasciapassare falsi, i coniugi Pacciardi raggiunsero Algeri; successivamente, nel 1941, da Casablanca, s'imbarcarono su una nave portoghese, grazie alla complicità di un colonnello del servizio segreto francese, e riuscirono a raggiungere gli Stati Uniti d'America. Negli USA, Pacciardi aderì alla Mazzini Society, un'associazione di matrice democratico-repubblicana, che mirava a ottenere l'appoggio del governo statunitense per la creazione di un Comitato nazionale italiano, cioè una forma di governo in esilio con a capo Carlo Sforza (che aveva già raggiunto gli USA nell'estate del 1940). Con l'arrivo di Pacciardi, Sforza propose anche la costituzione di una "legione italiana" al comando del leader repubblicano.
Su tali basi si pronunciò il Congresso italo-americano, che si tenne a Montevideo, dal 14 al 17 agosto 1942, e al quale, tuttavia, Pacciardi non poté partecipare per mancanza di un passaporto valido. In precedenza, peraltro, Pacciardi aveva lasciato la "Mazzini", essendo stata respinta la sua linea di unità di azione con i comunisti, propugnata in funzione antifascista. Poté rientrare in Italia solo dopo la liberazione di Roma, il 29 giugno 1944.

### Il secondo dopoguerra
Nel Convegno Nazionale del PRI, che si tenne il 26-27 maggio 1945, Pacciardi fu riconfermato per acclamazione segretario politico del partito. La linea politica che impresse al PRI (in contrasto con la corrente facente capo a Giovanni Conti), fu quella dell'unità d'azione con le altre forze politiche favorevoli alla Repubblica, in particolare il Partito d'Azione, erede del movimento Giustizia e Libertà. Il 2 giugno 1946, Pacciardi fu eletto deputato all'Assemblea Costituente. Nello stesso anno, la sua linea d'intesa con le altre forze di sinistra segnò un punto favorevole con l'ingresso nel PRI di Carlo Sforza e di altri uomini politici provenienti dal disciolto Partito d'Azione, quali l'ex Presidente del Consiglio Ferruccio Parri, Ugo La Malfa, Oronzo Reale e Alberto Tarchiani. Dopo un intervallo di alcuni mesi (ottobre 1946-gennaio 1947), pur prevalendo ancora la linea della corrente di Conti, Pacciardi fu eletto per la quarta volta Segretario politico del Partito Repubblicano Italiano.
Nel maggio 1947, il PRI entrò nel governo De Gasperi IV ma l'ex combattente della guerra civile spagnola, avendo rifiutato l'anticomunismo di principio e non condividendo le contrapposizioni della guerra fredda, inizialmente non vi prese parte. Nel dicembre del 1947, tuttavia, il radicalizzarsi della politica del PCI in ossequio alle nuove direttive del PCUS, convertì anche Pacciardi all'anticomunismo e si convinse a entrare nel governo, come Vicepresidente del Consiglio dei Ministri, dopo essersi dimesso dalla segreteria politica, e lo restò fino al maggio 1948.

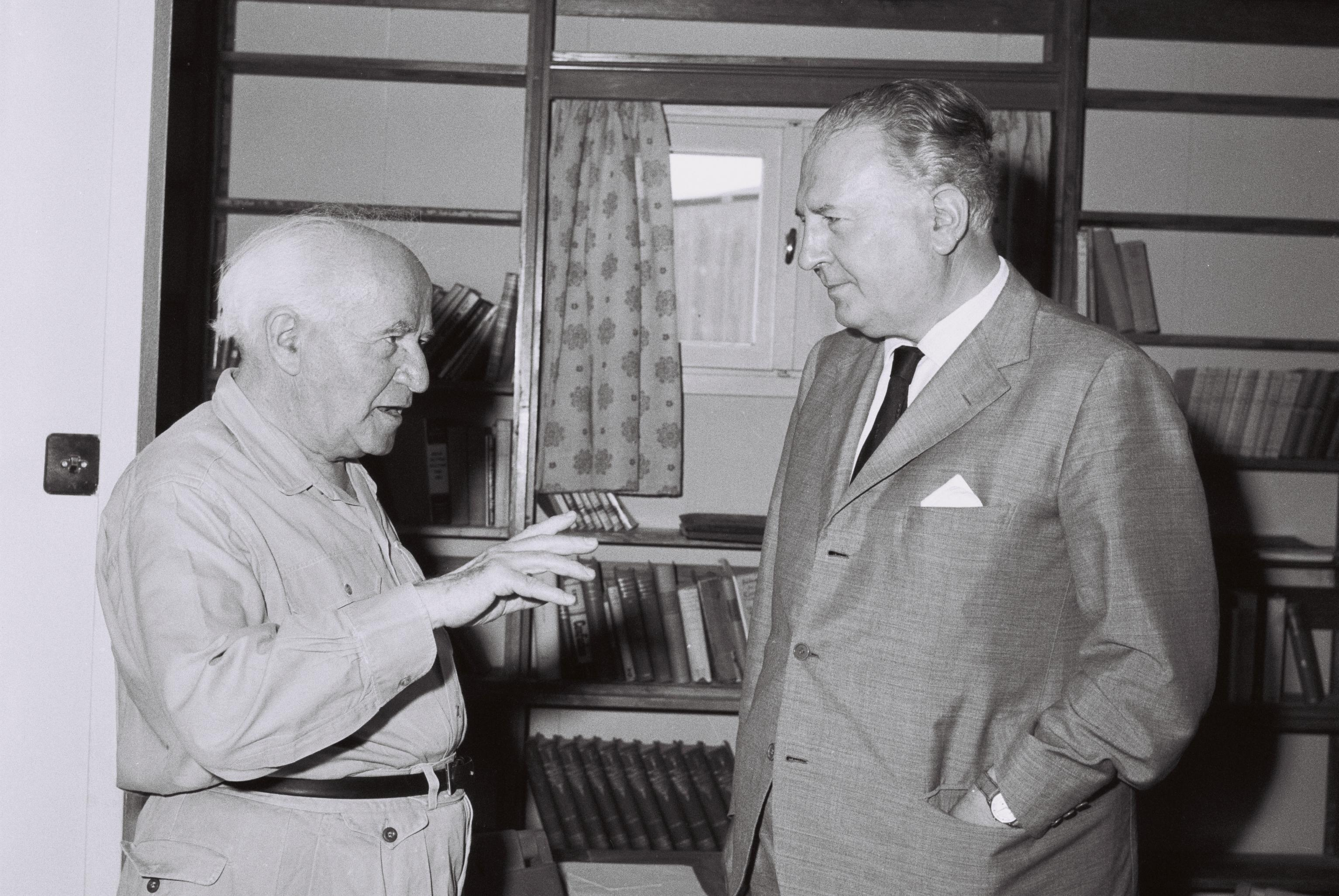
Randolfo Pacciardi in visita da David Ben-Gurion a Sde Boker, 1958

Dal 1948 al 1953 fu ministro della difesa nei successivi tre governi De Gasperi; in questa veste favorì l'ingresso dell'Italia nella NATO, in coerenza con l'azione politico-diplomatica dei suoi vecchi amici dell'esilio francese, e cioè Carlo Sforza e Alberto Tarchiani, nel frattempo divenuti, rispettivamente, ministro degli esteri e ambasciatore negli USA. Successivamente fu eletto deputato anche nella II, III e IV legislatura repubblicana.
Nel frattempo la componente degli ex azionisti era divenuta maggioritaria e il partito si avviò sulla linea sostenuta da Ugo La Malfa, favorevole all'intervento pubblico nell'economia. La sconfitta elettorale alle politiche del 1953 favorì una pausa di riflessione all'interno del PRI (sceso all'1,6%), che si limitò ad appoggiare saltuariamente i governi centristi post-degasperiani (1953-62), senza parteciparvi. Tutto ciò relegò Pacciardi, assertore del liberismo economico, a un ruolo di secondo piano nel panorama politico nazionale. Il suo nome, inoltre, fu speso dal capo dei servizi segreti (SIFAR), generale Giovanni De Lorenzo, come organizzatore di un inesistente complotto per rapire dalla tenuta di San Rossore il Presidente della repubblica Giovanni Gronchi e portarlo in Corsica, con la collaborazione dell'OAS.
All'inizio degli anni sessanta, la maggioranza del PRI, guidata da La Malfa stava progressivamente avviando il partito verso la formula del centrosinistra, per la quale Pacciardi aveva dichiarato apertamente la propria opposizione. Nel XXVII Congresso del marzo 1960, la sua corrente (40% dei voti) fu sconfitta da quella più aperta all'alleanza con il PSI (58%). A rendere più difficile la posizione dell'ex Ministro della difesa fu il clamore derivante dal cosiddetto "scandalo di Fiumicino", nel quale egli venne coinvolto nell'aprile 1961, in quanto la moglie aveva acquistato (con soldi propri) un appartamento da una delle imprese costruttrici dell'aeroporto. Pur essendo stato completamente scagionato da una vicenda che lo aveva investito solo indirettamente, la figura dell'uomo politico toscano ne uscì intaccata.
Il 4 dicembre 1963 Pacciardi ruppe la disciplina di partito e votò contro il primo governo di centrosinistra (governo Moro I), al quale il PRI partecipava con Reale al Ministero della giustizia. Fu immediatamente espulso dal partito e si iscrisse al Gruppo misto della Camera dei deputati.

### Nuova Repubblica e il presidenzialismo

Simbolo dell'Unione Democratica per la Nuova Repubblica

Nel 1964 Pacciardi fondò un nuovo gruppo politico, l'Unione Democratica per la Nuova Repubblica e un settimanale, Folla: ambedue si caratterizzavano per la propaganda di un'evoluzione dell'istituzione repubblicana dell'Italia in senso presidenzialista (sul modello gollista della quinta Repubblica francese). Il partito aveva per simbolo una primula stilizzata con i petali tricolori.
Le linee fondamentali del nuovo soggetto politico furono esposte, da parte di Pacciardi, il 26 gennaio 1964 con il lancio di un "appello per la Nuova Repubblica", firmato, tra gli altri, dai generali Raffaele Cadorna e Giuseppe Mancinelli, Giuseppe Caronia, i giornalisti Tomaso Smith, Mario Vinciguerra e il post-fascista Giano Accame, l'ambasciatore Alberto Rossi Longhi, l'ex socialista Ivan Matteo Lombardo, Alfredo Morea e Salvatore Sanfilippo.
La formazione si caratterizzava per una condotta che coniugava il laicismo tipico della tradizione mazziniana con una netta contrapposizione alle sinistre, privilegiando valori quali identità nazionale e legalità. Gli osservatori lo hanno sempre collocato nell'area culturale conservatrice, ovviamente alla destra dello schieramento.
Le posizioni assunte erano imperniate sulla proposta di una repubblica presidenziale con una legge elettorale maggioritaria. L'"Unione Democratica per la Nuova Repubblica" è stato il primo partito politico in Italia a introdurre il presidenzialismo nel proprio programma, riforma caldeggiata anche da Giorgio Almirante
Il 1º marzo 1964, con la pubblicazione del primo numero del periodico Folla, si considera la data di trasformazione del movimento in partito politico. La testata fu diretta da Tomaso Smith, ex direttore del Messaggero di Roma, sino al 1966, quando, alla vigilia di un comizio che avrebbe dovuto tenere a Roma in Piazza Santi Apostoli, l'esponente pacciardiano fu colpito da un aneurisma fatale. Dopo di che il nuovo organo di partito fu a periodicità settimanale e diretto da Giano Accame.
Il 4 febbraio 1964, Pacciardi aveva già informato del suo programma politico l'ambasciata statunitense, la quale mandò un rapporto a Washington, nel quale si riteneva Pacciardi "troppo ottimista sul richiamo che il suo movimento avrà nel paese. Il sostegno a Pacciardi deriva probabilmente dalle amicizie personali tra gli ufficiali di alto livello che egli si è fatto durante la sua permanenza al Ministero della difesa. Si ritiene tuttavia che tali connessioni non siano abbastanza numerose".
Il 10 maggio 1964, "Nuova Repubblica" organizzò un affollato comizio al Teatro Adriano di Roma che sfociò in una manifestazione che giunse sino alle soglie del Quirinale. Il movimento fu anche vicino ai Centri di Azione Agraria del principe Lilio Sforza Ruspoli. Il 5 luglio dello stesso anno i due tennero un comizio a Bari, dove Pacciardi fu salutato come "un antifascista da sempre" che aveva abbracciato "i militi della Repubblica sociale in nome di un'Italia nuova". A Roma, un'assemblea di "nostalgici" lo invocò come il "capo tanto atteso"; altre simpatie le ottenne dal colonnello Renzo Rocca, direttore dell'ufficio per la ricerca economica e industriale (Rei) del SIFAR.
Su questa linea, alla caduta del primo governo di centrosinistra, guidato da Aldo Moro (giugno 1964), Pacciardi scrisse al Presidente del Senato, Cesare Merzagora, incoraggiandolo a guidare una possibile svolta presidenzialista, restando "nell'ambito costituzionale ma non con le procedure normali". L'uomo politico grossetano auspicava un'iniziativa diretta del Presidente della Repubblica Antonio Segni, dopo un messaggio alle Camere, seguito dalla nomina di un Presidente del Consiglio di esclusiva fiducia del capo dello Stato e di un governo presidenziale, al quale il Parlamento non avrebbe negato la fiducia. Merzagora è comunemente indicato come il candidato del Presidente Segni da opporre ai partiti, nell'estate del 1964, in caso di proseguimento dell'esperienza di centro-sinistra, alla quale era contrario. Non risulta, tuttavia, una convergenza tra Pacciardi e il Piano Solo, predisposto dal generale Giovanni De Lorenzo, d'intesa con il Presidente Segni, per favorire un'analoga svolta.
A livello giovanile nacque il gruppo universitario Primula Goliardica, facente capo al nuovo movimento, cui aderirono alcuni esponenti provenienti dal FUAN, come Antonio Aliotti, Vittorio Sbardella ed Enzo Maria Dantini. Quest'ultimo, nel 1969, partecipò alla fondazione dell'organizzazione nazi-maoista Lotta di Popolo.
Le elezioni politiche del 1968 si rivelarono, peraltro, un fallimento per il nuovo movimento, che riuscì a conseguire solo 63 402 voti alla Camera dei deputati, e lo stesso Pacciardi non fu rieletto.
Dopo tale sconfitta elettorale, il movimento sparì progressivamente dalla scena politica, pur rimanendo politicamente attivo il suo fondatore. Giano Accame proseguì nella pubblicazione saltuaria del settimanale Nuova Repubblica, sino al 1980.

### Il presunto "Golpe bianco"
In seguito, Pacciardi fu accusato di simpatie neofasciste e golpiste. Lui stesso fu indagato e sospettato nel 1974 di aver appoggiato il cosiddetto Golpe bianco di Edgardo Sogno e Luigi Cavallo. I due inizialmente smentirono che vi fosse un programma di "colpo di Stato"; nel prosieguo dell'inchiesta Pacciardi fu solo sfiorato dalle accuse e, infine, prosciolto.
Tuttavia nel 2000, prima di morire, Edgardo Sogno consegnò al giornalista Aldo Cazzullo un memoriale nel quale ammise di aver organizzato, nel 1974, un "golpe liberale" contro la "coalizione moderata, gli intellettuali, le maggiori forze economico-finanziarie e la Chiesa di Sinistra" che avrebbe previsto la formazione di un governo di emergenza con Pacciardi presidente del Consiglio e lui stesso Ministro della difesa.

### La riammissione nel PRI e gli ultimi anni
Nel 1979 l'uomo politico grossetano chiese la riammissione al Partito Repubblicano, con l'appoggio dei repubblicani forlivesi e marchigiani. La ottenne due anni dopo e, sempre nel 1981, fondò un nuovo periodico, L'Italia del popolo, di cui fu direttore per dieci anni, fino alla morte.
Nel 1990 il Presidente della Repubblica, Francesco Cossiga, si premurò di inviargli una lettera, comunicando la sua stima e nella quale lo si definiva "un valoroso interventista democratico" e un perseguitato "con indegne calunnie per miserabili motivi di parte e in un momento di rigurgito dello stalinismo e del neo-giacobinismo".
Pacciardi si spense a Roma il 14 aprile 1991. La sua orazione funebre fu tenuta da Gustavo Raffi, poi divenuto Gran Maestro del Grande Oriente d'Italia. Venne tumulato nel cimitero comunale di Sterpeto a Grosseto, accanto alla moglie. La sua tomba è corredata da una fioriera donata dall'Associazione mazziniana italiana. 
A Grosseto vi è una Loggia del Grande Oriente d'Italia, intitolata a Randolfo Pacciardi

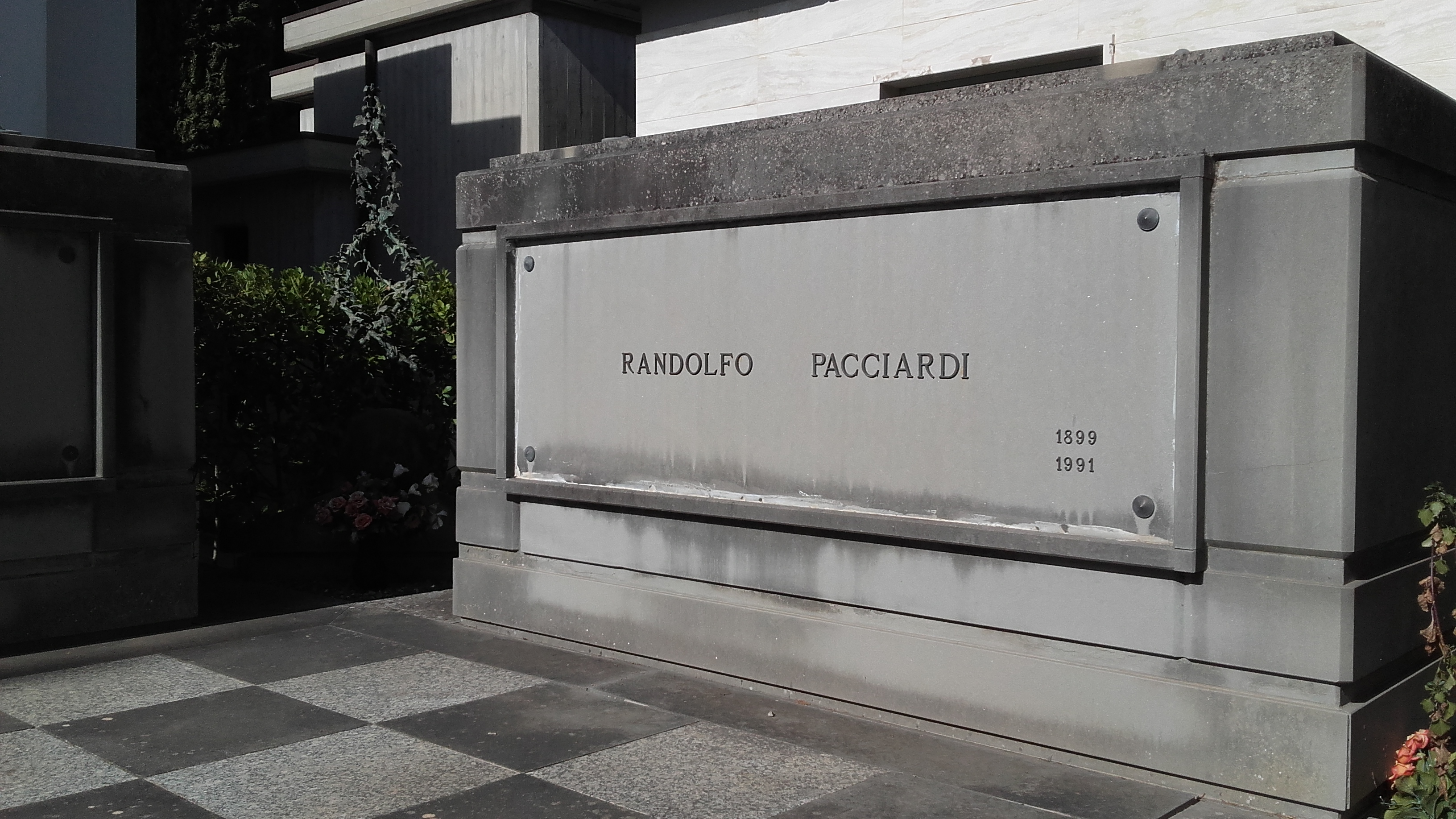
Tomba di Randolfo Pacciardi, cimitero di Sterpeto (Grosseto)

## Riferimenti nella cultura di massa
- In un libro autobiografico, Pacciardi ha narrato il suo incontro con lo scrittore statunitense Ernest Hemingway, all'epoca corrispondente per la guerra civile spagnola, e con la sua compagna Martha Gellhorn[36]: "In una serata di riposo della brigata avevamo invitato i giornalisti e gli scrittori stranieri presenti a Madrid. Faceva gli onori di casa il poeta Alberti che ci rallegrava con le sue improvvisazioni poetiche facilmente orecchiabili, come una parodia della Cucaracha; ed erano presenti molti scrittori spagnoli e stranieri. Hemingway si presentò con una giornalista di rara bellezza, Martha Gellhorn, anch'essa corrispondente di altri giornali americani". In una lettera del suo epistolario, intestata "Cuernavaca, 1950", la Gellhorn così scrive: "La volta che amai Ernest - e lo amai davvero - fu a causa di Pacciardi: lo incontrammo a Valencia in abiti civili; il governo aveva sciolto le Brigate internazionali, lasciandolo senza soldi e documenti, senza un futuro. Pacciardi ritornava in Francia, apolide e spiantato; gli si spezzava il cuore ma non si lamentò, non pronunciò parola. All'improvviso sentii Ernest piangere, appoggiato al muro - prima non lo avevo mai visto piangere - piangeva per Pacciardi, pur avendolo odiato come rivale in amore". Successivamente, la Gellhorn s'ispirò a Pacciardi per il protagonista del romanzo The heart of another e lo rivide spesso, anche nelle vesti di Ministro della difesa a Roma, nel dopoguerra[37].
- Giunto da pochi mesi a New York (1942), Pacciardi ricevette una telefonata dal regista Michael Curtiz, in procinto di girare il film Casablanca, con Humphrey Bogart e Ingrid Bergman, con l'invito a vedere le scene e per una consulenza sulle atmosfere e i personaggi. Pacciardi accettò[38]. La rassomiglianza della vicenda del personaggio di Victor Laszlo e di sua moglie (Ingrid Bergman nel film), con quella realmente vissuta da Pacciardi nel 1941[39], autorizzò – anni più tardi – il Secolo d'Italia a ipotizzare che il film fosse interamente ispirato alla figura dell'antifascista italiano. Tuttavia, Giuseppe Loteta, che aveva raccolto le memorie di Pacciardi, comprendenti anche la "consulenza" di quest'ultimo alle riprese hollywoodiane, smentì recisamente tale ipotesi[40].

## Opere
- Mazzini. La vita e le opere, Roma, Libreria Politica Moderna, 1922.
- Il battaglione Garibaldi. Volontari italiani nella Spagna repubblicana, Lugano, Nuove edizioni di Capolago, 1938.
- Mario Angeloni, Roma, Libreria Politica Moderna, 1944.
- Protagonisti grandi e piccoli. Studi, incontri, ricordi, Roma, Barulli, 1972.
- Da Madrid a Madrid. Riflessioni, discorsi, scritti dal 1936 al 1974, Roma, Barulli, 1975.
- Dall'antifascismo alla Repubblica, Roma, Archivio Trimestrale, 1986; 1988.
- Cuore da battaglia. Pacciardi racconta a Loteta, Roma, Nuova edizioni del Gallo, 1990.
- Mazzini. La vita e le opere. Lineamenti di una repubblica mazziniana, Roma, Archivio Trimestrale, 1991.